# Butz Combrinck
Butz Combrinck (* 1981) ist ein deutscher Synchronsprecher.

## Leben
Butz Combrinck kam durch seine Eltern Inge Solbrig-Combrinck und Ivar Combrinck (beide vor allem bekannt durch Die Simpsons) zum Synchronisieren. Auch seine jüngere Schwester Caroline Combrinck (Ash Ketchum in Pokémon) ist als Synchronsprecherin tätig. Er ist unter anderem die Synchronstimme von Elijah Wood (z. B. in The Faculty), Chris Rankin in Harry Potter und der Stein der Weisen oder auch die vierte und letzte Stimme von Michael Fishman in Roseanne. 
Zu Butz Combrincks bekanntesten Rollen zählen Cory Matthews (Ben Savage) in Das Leben und ich und Randy Taylor (Jonathan Taylor Thomas) in Hör mal, wer da hämmert (ersetzte Clemens Ostermann) sowie die Off-Stimme in den Erfolgsserien Die Simpsons und Futurama, in denen er noch zusätzlich viele andere Rollen sprach. In Family Guy synchronisierte er die Rolle des Chris Griffin bis Mitte der dritten Staffel.

## Synchronarbeiten (Auswahl)
Elijah Wood
- 1992: Forever Young als Nat Cooper
- 1997: Der Eissturm als Mikey Carver
- 1998: The Faculty als Casey Connor

Jonathan Taylor Thomas
- 1995: (K)ein Vater gesucht als Ben Archer
- 1997–2000: Hör mal, wer da hämmert als Randall William „Randy“ Taylor

### Filme
- 1993: Ross Malinger in Schlaflos in Seattle als Jonah Baldwin
- 1994: Gaia Bulferi Bulferetti in Prinzessin Fantaghirò IV als Parsel
- 2001: Chris Rankin in Harry Potter und der Stein der Weisen als Percy Weasley

### Serien
- 1995: Akira Ishida in Slayers als Xellos
- 1996–1999: Marques Houston in Sister, Sister als Roger Evans
- 1996–2000: Ben Savage in Das Leben und ich als Cory Matthews
- 1997–2004: Sam Gifaldi in Hey Arnold! als Sid
- 1999: Mark Hamill in Die Simpsons als Mark Hamill
- 2000–2014: Kath Soucie in Futurama als Cubert Farnsworth
- 2000–2004: Frank Welker in Futurama als Nibbler
- 2001: Joseph Calleja in Die Simpsons als Joe C.
- 2001: Joshua Jackson in Die Simpsons als Jesse Grass
- 2002: Family Guy als Scott Baio
- 2002–2005: Seth Green in Family Guy als Chris Griffin
- 2003: Dan Castellaneta in Die Simpsons als Irischer Kobold (Leprechaun)
- 2003: Ben Stiller in Die Simpsons als Garth Motherloving

### Videospiele
- The Simpsons Hit & Run (verschiedene Rollen)